# 池田駿
池田 駿（いけだ しゅん、1992年11月29日 - ）は、元プロ野球選手（投手）。左投左打で、読売ジャイアンツと東北楽天ゴールデンイーグルスに在籍した。プロ野球引退後は公認会計士。新潟県三島郡出雲崎町出身。

## 経歴

### プロ入り前
出雲崎小学校では3年生から穂波スカイヤ―ズ（現・出雲崎スカイヤーズ）で野球を始める。出雲崎中学校では軟式野球部に所属した。
幼い頃の夢は数学教師で、野球の傍ら勉学にも励み、一般入試に合格して新潟明訓高校に進学した。2年春からエースを務めた。3年春の新潟県大会で優勝、続く3年夏の新潟県大会も制し、阪神甲子園球場での第92回全国高等学校野球選手権大会に出場。初戦の京都外大西高校、続く3回戦の西日本短大付高校を抑え、ベスト8に進出。準々決勝の報徳学園高校戦では1年生の田村伊知郎と投げ合い、8回途中2失点（自責1）と好投したが、チームは敗れた。甲子園通算3試合、18回5奪三振、防御率0.50。大会後は日米親善高校野球大会の選抜メンバーに選ばれた。
専修大学進学後、1年春から東都大学野球二部リーグに登板。2年の夏に肘の手術を受け、2年秋のリーグ終盤に復帰。チームは二部リーグ優勝し、一部最下位の東洋大学との入れ替え戦に進出。池田は2試合目に登板し、5回1/3を1失点に抑え、勝利し、12季ぶりに一部復帰となった。しかし、3年春は5試合で0勝3敗、防御率6.26と結果が残せず、チームも一部最下位となり、拓殖大学との入れ替え戦でも敗れ、再び二部降格となった。3年秋、4年春はエースとして活躍するも、チームが二部優勝した4年秋は1勝3敗と結果が残せず、青山学院大学との入れ替え戦も2/3回の登板にとどまった。2学年後輩に森山恵佑がいる。一部リーグ通算5試合に登板、0勝3敗、防御率6.26を記録。
ヤマハに入社後、1年目からリリーフとして活躍。第86回都市対抗野球大会東海2次予選ではストッパーとして起用されたが、救援失敗が多く、第86回都市対抗野球大会では、出番はなかった。秋から先発となると、2年目の第87回都市対抗野球大会では初戦のJFE東日本戦では5回1/3を7安打6四死球4失点。続くJR九州戦は3回まで抑えるも、4回に突如崩れ、結果が残せなかった。第42回社会人野球日本選手権大会では初戦の東京ガス戦は山岡泰輔との投げ合いになり、山岡は2回途中で降板、池田も4回で降板となった。準々決勝のJR西日本戦は9回途中2失点の好投で勝利し、決勝の日本通運戦は8回途中10奪三振1失点の好投で勝利し、初優勝に大きく貢献した。池田は大会最高殊勲選手賞を受賞した。

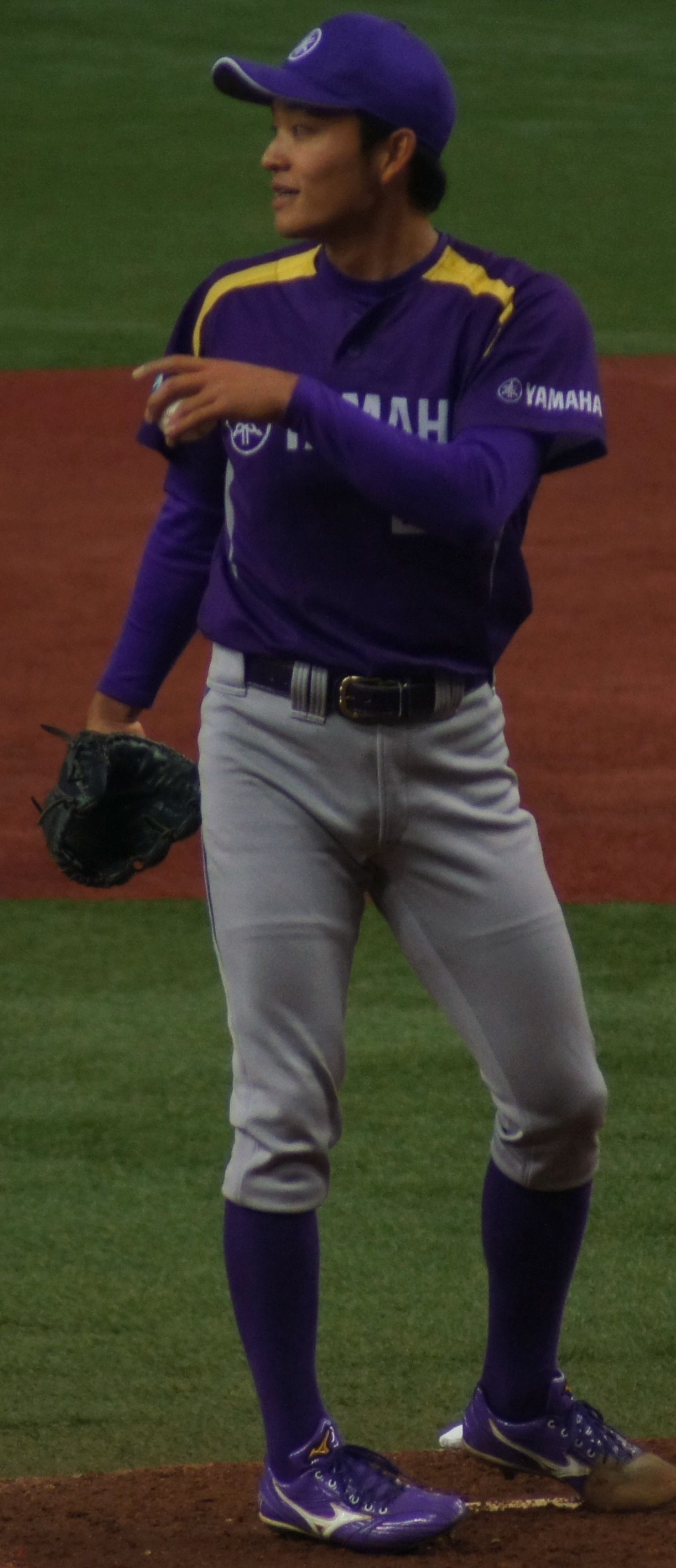
ヤマハ時代（2016年）

2016年10月20日に行われたプロ野球ドラフト会議で読売ジャイアンツから4位指名を受け、契約金5000万円、年俸1000万円で入団に合意した。背番号は48に決まった。

### 巨人時代

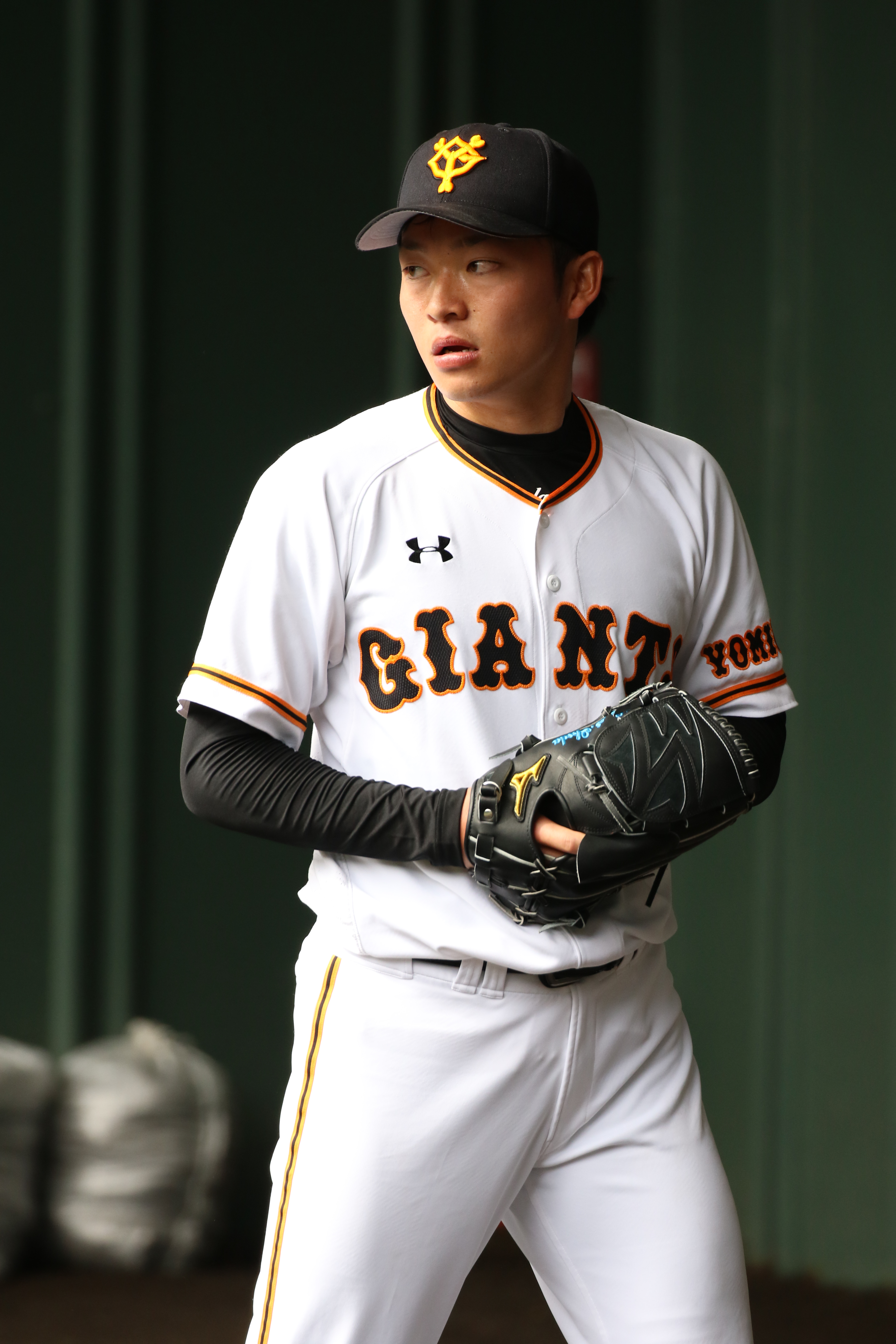
巨人時代（2017年）

2017年、ドラフト3位の谷岡竜平と共に開幕一軍入り。4月1日、開幕第2戦の中日ドラゴンズ戦でプロ初登板。その後も中継ぎとして登板する。同年6月1日、6月8日に先発し、6月1日の東北楽天ゴールデンイーグルス戦で5回無失点、6月8日の埼玉西武ライオンズ戦では3回7失点。最終的に、33試合登板、0勝2敗4ホールド、防御率3.35を記録。秋季キャンプでは上半身のコンディション不良で離脱。オフに、1000万円増の推定年俸2000万円で契約を更改した。
2018年、春季キャンプ中の2月に左肩肉離れで離脱。5月22日にシーズン初登録され、5月23日にシーズン初登板。6月12日の福岡ソフトバンクホークス戦で右の脹脛（ふくらはぎ）に打球を受け、途中降板。翌6月13日に登録を抹消された。シーズン後半は一軍に定着し、8月4日の中日戦でプロ初勝利を挙げた。登板数、投球回、防御率などの成績は前年を下回った。オフに、300万円減の推定年俸1700万円で契約を更改した。
2019年、シーズン初登板となった5月29日の阪神タイガース戦（甲子園）で延長12回裏一死一・二塁の場面で登板し、直後の木浪聖也に四球を与えて満塁にすると、髙山俊に代打満塁本塁打を打たれ1つもアウトを取れずサヨナラ負け。この年の登板は2試合のみで、0勝0敗、防御率18.00に終わった。オフに、250万円減の推定年俸1450万円で契約を更改。背番号を68へ変更した。

### 楽天時代
2020年、開幕直後の6月25日にゼラス・ウィーラーとの交換トレードで東北楽天ゴールデンイーグルスへ移籍することが球団から発表された。背番号は72。同じチームに池田隆英がいる関係上、報道やスコアボードにおいてはフルネームの「池田駿」と表記された。
7月16日に移籍後初昇格し、翌17日の対西武戦（楽天生命パーク宮城）で4点ビハインドの8回から4番手として登板したが、2回5安打4失点という内容で、翌18日に登録を抹消された。その後は二軍で安定した数字を残したことから、8月6日に再昇格。3試合に登板したが、過密日程での救援陣の負担を考慮された結果、同月15日に再度抹消された。8月26日に3度目の一軍昇格を果たすと、9月2日の北海道日本ハムファイターズ戦（札幌ドーム）で3点ビハインドの8回途中に4番手として登板し0回2/3を無失点に抑える。その後味方打線が9回表に逆転に成功し、2年ぶりの勝ち星を移籍後初勝利で挙げた。最終的に、21試合登板、1勝0敗、防御率4.32を記録。オフに、100万円減の推定年俸1350万円で契約を更改した。
2021年、プロ入り後初めて一軍登板が無く、同年11月1日に球団より現役引退が発表され、同日に任意引退選手として公示された。

### 引退後
2023年8月に公認会計士試験を受け、11月17日の結果発表で合格した。プロ野球選手出身の公認会計士は奥村武博以来2人目である。
公認会計士の受験勉強を通信講座で始めたのは選手時代の2021年2月で、同僚から「もっと野球に向き合った方がいい」と言われたこともあったが、本業の野球にも全力で取り組んでいたと回想している。高校時代から交際していた女性と2017年5月5日に結婚しており、子供が2人いる。引退後は新潟県の妻の実家に身を寄せて、貯金を取り崩しつつ、野球で培った忍耐力を生かして1日10時間勉強した。合格後、CPA会計学院の講師にも就任した。

## 選手としての特徴と人物像
上背はないが、スライダーやチェンジアップで的を絞らせない投球が持ち味。
中学3年から独学で続けるピアノが特技で、ヤマハ在籍時には同社製の約10万円の電子ピアノを購入し、寮でベートーヴェンのピアノソナタやJポップを弾いていた。

## 詳細情報

### 年度別投手成績
| 年 度     | 球 団     | 登 板 | 先 発 | 完 投 | 完 封 | 無 四 球 | 勝 利 | 敗 戦 | セ 丨 ブ | ホ 丨 ル ド | 勝 率 | 打 者 | 投 球 回 | 被 安 打 | 被 本 塁 打 | 与 四 球 | 敬 遠 | 与 死 球 | 奪 三 振 | 暴 投 | ボ 丨 ク | 失 点 | 自 責 点 | 防 御 率 | W H I P |
| --------- | --------- | ----- | ----- | ----- | ----- | -------- | ----- | ----- | -------- | ----------- | ----- | ----- | -------- | -------- | ----------- | -------- | ----- | -------- | -------- | ----- | -------- | ----- | -------- | -------- | ------- |
| 2017      | 巨人      | 33    | 2     | 0     | 0     | 0        | 0     | 2     | 0        | 4           | .000  | 157   | 37.2     | 31       | 2           | 15       | 0     | 1        | 33       | 1     | 0        | 14    | 14       | 3.35     | 1.22    |
| 2018      | 巨人      | 27    | 0     | 0     | 0     | 0        | 1     | 1     | 0        | 1           | .500  | 112   | 24.1     | 31       | 1           | 9        | 1     | 2        | 11       | 1     | 0        | 15    | 11       | 4.07     | 1.64    |
| 2019      | 巨人      | 2     | 0     | 0     | 0     | 0        | 0     | 0     | 0        | 0           | .000  | 6     | 1.0      | 2        | 1           | 1        | 0     | 0        | 1        | 0     | 0        | 2     | 2        | 18.00    | 3.00    |
| 2020      | 楽天      | 21    | 0     | 0     | 0     | 0        | 1     | 0     | 0        | 0           | 1.000 | 77    | 16.2     | 21       | 0           | 7        | 0     | 0        | 13       | 0     | 0        | 8     | 8        | 4.32     | 1.68    |
| 通算：4年 | 通算：4年 | 83    | 2     | 0     | 0     | 0        | 2     | 3     | 0        | 5           | .400  | 352   | 79.2     | 85       | 4           | 32       | 1     | 3        | 58       | 2     | 0        | 39    | 35       | 3.95     | 1.47    |

### 年度別守備成績
| 年 度 | 球 団 | 投手  | 投手  | 投手  | 投手  | 投手  | 投手     |
| 年 度 | 球 団 | 試 合 | 刺 殺 | 補 殺 | 失 策 | 併 殺 | 守 備 率 |
| ----- | ----- | ----- | ----- | ----- | ----- | ----- | -------- |
| 2017  | 巨人  | 33    | 5     | 5     | 0     | 1     | 1.000    |
| 2018  | 巨人  | 27    | 1     | 9     | 0     | 0     | 1.000    |
| 2019  | 巨人  | 2     | 0     | 0     | 0     | 0     | ----     |
| 2020  | 楽天  | 21    | 4     | 4     | 0     | 1     | 1.000    |
| 通算  | 通算  | 83    | 10    | 18    | 0     | 2     | 1.000    |

### 記録
初記録
- 初登板：2017年4月1日、対中日ドラゴンズ2回戦（東京ドーム）、8回表に3番手で救援登板、1回無失点
- 初奪三振：同上、8回表に藤井淳志から空振り三振
- 初先発登板：2017年6月1日、対東北楽天ゴールデンイーグルス3回戦（Koboパーク宮城）、5回無失点で勝敗つかず[38]
- 初勝利：2018年8月4日、対中日ドラゴンズ16回戦（ナゴヤドーム）、6回裏に2番手で救援登板、2回無失点

### 背番号
- 48（2017年 - 2019年）
- 68（2020年 - 同年6月28日）
- 72（2020年6月29日 - 2021年）

### 登場曲
- 「ヒカリノアトリエ」 Mr.Children（2017年 - 2018年7月）
- 「虹」AAA（2018年7月 - 2020年6月）
- 「僕のこと」Mrs. GREEN APPLE（2020年7月 - 同年終了）
- 「Laughter」Official髭男dism（2021年）